# 北条バスストップ
北条バスストップ（ほうじょうバスストップ）は、兵庫県加西市の中心市街地、北条町（ほうじょうちょう）の北部にあたる北条町栗田（ほうじょうちょうくりだ）に位置する中国自動車道の主要バスストップのひとつ。 
北条鉄道北条線北条町駅（ほうじょうまち）へは南へ徒歩10分。平日昼間は、高速北条BSから加西市コミュニティバスねっぴ～号「中富口」行きで「アスティアかさい（北条町駅）」下車。 
なお北条町の地名は「ほうじょうちょう」だが駅名は「ほうじょうまち」となっている。

## 停車する路線
| のりば | 愛称               | 会社名                 | 行先                                              | 備考                     |
| ------ | ------------------ | ---------------------- | ------------------------------------------------- | ------------------------ |
| 上り線 | 中国ハイウェイバス | 西日本JRバス・神姫バス | 大阪（新大阪駅・大阪駅JR高速バスターミナル・USJ） | 特急便・急行便           |
| 上り線 | 山崎 - 三ノ宮線    | ウエスト神姫           | 神戸（神姫バス神戸三宮バスターミナル）            |                          |
| 下り線 | 中国ハイウェイバス | 西日本JRバス・神姫バス | 津山（津山駅）                                    | 特急便・準特急便・急行便 |
| 下り線 | 神戸 - 湯村温泉線  | 全但バス               | 湯村温泉・浜坂駅                                  |                          |

### かつて停車していた路線
以下の路線は2015年3月をもって休止。
- 神戸 - 津山線（西日本JRバス）
  - 新神戸・三宮・神戸三田プレミアム・アウトレット - 津山

以下の路線は2020年11月をもって休止。
- 津山エクスプレス京都号（西日本JRバス・神姫バス）
  - 京都 - 津山

## 隣
E2A 中国自動車道
(8-1)加西IC/BS - (BS)北条BS - (SA)加西SA - (9)福崎IC/BS

## 位置情報
- 北条バスストップ（バス停検索）

- 北緯34度56分06秒 東経134度50分11秒 / 北緯34.93500度 東経134.83639度
- 北条(姫路) - 地理院地図
- 北条バスストップ - Google マップ

## 高速バス乗車券売場
高速道路下り線側、道路外のバスストップ入口にある商店で、中国ハイウェイバスに限り乗車券を発売する。